# Aktion Silberstreif
Aktion Silberstreif was de codenaam voor de grootste Duitse propaganda-actie aan het oostfront.

## Geschiedenis
In 1943 startten de Duitsers met deze propaganda-actie om het tij te keren. De Luftwaffe wierp 49 miljoen strooibiljetten boven het oostfront af. In die biljetten werden soldaten van het Rode Leger opgeroepen om de wapens neer te leggen en zich bij de onoverwinnelijke Wehrmacht aan te sluiten. Naar schatting liepen circa drieduizend man over naar de Duitsers.